# Ahmet Davutoğlu
Ahmet Davutoğlu (Konya, Anatolia Central, Turquía, 26 de febrero de 1959) es un diplomático, académico y político turco. Ejerció como 28.º primer ministro de Turquía desde el 28 de agosto de 2014 hasta el 24 de mayo de 2016, tras suceder a Recep Tayyip Erdoğan, elegido presidente y electo por él mismo. Previamente, desde el 1 de mayo de 2009 hasta el 28 de agosto de 2014, ejerció como ministro de Relaciones Exteriores. 

## Información
Davutoğlu tiene una maestría en Administración Pública y un doctorado en Relaciones Exteriores, ambos grados fueron obtenidos por la Universidad del Bósforo. Fue profesor de la Universidad de Beykent, en Estambul, y está afiliado al Partido de la Justicia y Desarrollo (AK PARTİ o AKP).
Davutoğlu escribió Stratejik Derinlik ("Profundidad Estratégica"), un libro bastante influyente en la comunidad académica turca. Como ministro de Relaciones Exteriores y más tarde primer ministro, Davutoğlu se propuso el fortalecimiento de Turquía como país interlocutor de las discusiones estratégicas internacionales.
Ha sido descrito como «arquitecto del neootomanismo» y como crítico con los aspectos seculares de la doctrina de Turquía en política exterior.

## Primer ministro de Turquía
Tras las elecciones presidenciales de 2014, en las que el candidato del AKP Recep Tayyip Erdoğan fue elegido presidente de Turquía por más de 21 millones de votos, éste le encargó la función de formar un Gobierno el 28 de agosto de 2014.
El 30 de agosto de 2014 presentó su nuevo Gobierno, con figuras importantes de apoyo al presidente Recep Tayyip Erdoğan. 
No obstante, el 24 de mayo de 2016 fue destituido como primer ministro por el presidente turco Erdoğan.

## Partido del Futuro
En diciembre de 2019 presentó el Partido del Futuro (Gelecek Partisi, GP por sus siglas turcas) que Davatoglu definició como "liberal y respetuosa con las tradiciones".  Incluye también entre sus propuestas el regreso al parlamentarismo criticando al nuevo régimen presidencialista, en vigor tras un polémico referéndum en 2017 de haber exacerbado los problemas económicos y políticos del país.

## Algunas publicaciones
- Alternative Paradigms: The Impact of Islamic and Western Weltanschauungs on Political Theory. University Press of America, 1993

- Civilizational Transformation and the Muslim World. Quill, 1994

- Stratejik derinlik: Türkiye'nin uluslararası konumu. Küre Yayınları, 2001

- Osmanlı Medeniyeti: Siyaset İktisat Sanat. Klasik, 2005

- Küresel Bunalım. Küre, 2002